# Детская школа искусств Новоуральского городского округа
Детская школа искусств Новоуральского городского округа основана 1 октября 1950 года. Первые преподаватели, выпускники Московской государственной консерватории имени П.И. Чайковского и Государственного музыкально-педагогического института имени Гнесиных, Уральской государственной консерватории имени М.П. Мусоргского, Свердловского музыкального училища имени П.И. Чайковского заложили вектор развития школы на долгие годы.
Полное официальное наименование — Муниципальное бюджетное учреждение дополнительного образования «Детская школа искусств» Новоуральского городского округа, сокращенные наименование — МБУ ДО «ДШИ» НГО; «Новоуральская детская школа искусств».
Юридический и фактический адрес — 624130 Россия, Свердловская область, город Новоуральск, ул. Первомайская, д. 43.
Учредителем и собственником имущества ДШИ является Новоуральский городской округ.
Официальный сайт: http://www.music-ural.ru/ Архивная копия от 3 июля 2017 на Wayback Machine
ДШИ Новоуральска — победитель Отраслевого конкурса Госкорпорации «Росатом» «Лучшее учреждение культуры ЗАТО» в номинации «Учреждение дополнительного образования» и дважды победитель Общероссийского конкурса «50 лучших детских школ искусств», учрежденного Министерством культуры Российской Федерации. Опыт проектной деятельности школы востребован в регионах России и рекомендован к изучению на образовательных курсах Российской академии народного хозяйства и государственной службы при Президенте Российской Федерации.

## История школы
Школа создавалась как музыкальная школа Свердловска-44 при профсоюзном комитете Средне-Уральского машиностроительного завода (ныне АО "Уральский электрохимический комбинат"). Первое здание школы располагалось по адресу улица Крупской, дом 1. Гостями небольшого в ту пору концертного зала были академики-лауреаты Государственной премии — Курчатов Игорь Васильевич, Кикоин Исаак Константинович, Каган Юрий Моисеевич. В 1960-е годы слушателем большинства концертов классической музыки был директор комбината Михаил Петрович Родионов.
С 1970 года школа располагается в типовом здании по адресу улица Первомайская, дом 43.

### Руководители школы
В разные годы школой руководили: Б.П. Киселёв, Л.П. Гаврина, И.В. Горбатюк, а также 
- Бакулов Александр Алексеевич (с 1955 по 1958 гг.), выпускник фортепианного факультета Московской государственной консерватории им. П. И. Чайковского, Заслуженный работник культуры РСФСР[3].
- Скробов Игорь Трофимович (с 1964 по 1991 гг.), выпускник по классу скрипки Государственного музыкально-педагогического института им. Гнесиных, Заслуженный работник культуры РФ, Почетный гражданин г. Новоуральска.
- Пожидаева Тамара Александровна (с 1991 по 2011 гг.), выпускница Уральской государственной консерватории имени М. П. Мусоргского (специальность «хоровое дирижирование»), Заслуженный работник культуры РФ.
- Мерзлов Никита Геннадьевич (руководит школой с начала 2011—2012 учеб. года), выпускник кафедры струнных инструментов Уральской государственной консерватории им. М. П. Мусоргского, Уральской академии государственной службы по направлению «Государственное и муниципальное управление», Президентской программы подготовки управленческих кадров, председатель Совета председателей методических объединений детских школ искусств Свердловской области.

## Образовательный процесс
В Детской школе искусств Новоуральского городского округа обучается 966 человек. За 65 лет Детскую школу искусств оакончили более 3500 человек, около 500 поступили и окончили средние и высшие музыкальные учебные заведения страны и за рубежом.
В школе реализуются дополнительные предпрофессиональные программы и дополнительные общеразвивающие программы по направлениям:
- фортепиано
- струнные инструменты
- духовые и ударные инструменты
- народные инструменты
- хоровое пение
- музыкальный фольклор
- искусство театра
- хореографическое творчество
- орган
- музыкально-компьютерные технологии
- диджеинг
- изобразительное искусство
- группы эстетического развития

## Проектная деятельность
В Детской школе искусств Новоуральского городского округа успешно осуществляются многочисленные учебно-воспитательные, научно-методические и общественные проекты, среди которых: 
- Всероссийский конкурс юных пианистов имени А. А. Бакулова,
- Всероссийская летняя творческая школа для одарённых детей «Рифей»,
- Всероссийская научно-методическая ассамблея,
- Новоуральское филармоническое общество,
- Новоуральское представительство «Всероссийского хорового общества»,
- Новоуральский филиал «Уральско-Шотландского общества»,
- «Новоуральский народный орган».

Поддержку проектам ДШИ оказывают:
- Общенациональный фонд развития культуры и защиты интеллектуальной собственности,
- Художественно-просветительская программа "Новое передвижничество",
- Программа "Территория культуры Росатома",
- АО "Уральский электрохимический комбинат",
- Администрация Новоуральского городского округа.

Проекты "Новоуральский народный орган" и "Всероссийская летняя творческая школа для одарённых детей "Рифей" в 2018 и 2019 году стали победителями региональных этапов Всероссийского конкурса лучших практик и инициатив социально-экономического развития субъектов Российской Федерации. 
В 2019 году Детская школа искусств Новоуральска стала одной из площадок реализации федерального проекта "Культурная среда" национального проекта "Культура". На средства субсидий федерального, регионального и муниципального бюджетов были приобретены 23 единицы музыкальных инструментов, 36 единиц комплектующих к ним, 149 единиц оборудования и мебели, 80 единиц интерактивных пособий по сольфеджио, музыкальной литературе и слушанию музыки.[1]